# 入江稔夫
入江稔夫（日语：／ Irie Toshio，1911年11月5日—1974年5月8日），日本男子游泳运动员，主攻仰泳。他曾代表日本参加1928年和1932年夏季奥林匹克运动会游泳比赛，其中1932年奥运会获得一枚银牌。